# Nora Roberts Bibliographie
In Deutschland erscheinen die Werke von Nora Roberts bei zwei Verlagsgruppen, zum einen in den Heftromanen des Cora Verlages mit Neuauflagen im Mira Taschenbuch Verlag, zum andern bei der Verlagsgruppe Random House.

## Nora Roberts

### MacGregors
Die einzelnen Geschichten in chronologischer Reihenfolge
- 1. Für Schottland und die Liebe. Rebellion (1988), Übers. Susi Maria Roediger
  - Taschenbuch König für Schottland, Ullstein 1993
- 2. Vom Schicksal besiegelt. In from the Cold (1990), Übers. Riette Wiesner, als Heftroman Freiheit für Amerika
- 3. Spiel beginnt. Playing the Odds (1985), Übers. Patrick Hansen, als Heftroman Ein wunderbarer Liebhaber
- 4. Lebe die Liebe. Tempting Fate (1985), Übers. Ursel von der Heiden, als Heftroman Du hast meine Sinne entflammt
- 5. Affäre in Washington. All the Possibilities (1985), Übers. Christiane Schmidt
  - Heftroman Liebe in Washington bzw. Zwischen Macht und Verlangen
- 6. Bei Tag und bei Nacht. One Man's Art (1985), Übers. Ursel von der Heiden
  - Heftroman Feuer deiner grünen Augen, Kurzgeschichte im Sammelband Love Affairs 2
- 7. Stunde des Schicksals. For Now, Forever (1987), Übers. Patrick Hansen, als Heftroman Gäbe es die Liebe nicht
- 8. Ein Mann für Laura. Laura (1997), Übers. Emma Luxx
- 9. Weiße Rosen für Gwendolyn. Gwen (1997), Übers. Emma Luxx
- 10. Was sich liebt. Julia (1997), Übers. Emma Luxx
- 11. Spiel geht weiter. Winning Hand (1998), Übers. Emma Luxx, als Heftroman Glückskind
- 12. Rendezvous mit DC. DC (1998), Übers. Emma Luxx
- 13. Ein Song für Duncan. Duncan (1998), Übers. Emma Luxx
- 14. Die Schönste für Ian. Ian (1998), Übers. Emma Luxx
- 15. Herz gewinnt. Perfect Neighbor (1999), Übers. Patrick Hansen, als Heftroman Mein Traum wohnt nebenan

Sammelbände
- Die MacGregors 1. Serena – Caine (1998), enthält die Geschichten 3 und 4, Mira 3/2004
- Die MacGregors 2. enthält die Geschichten 5 und 7, Mira 5/2004
- Drei Männer fürs Leben. MacGregor Grooms, enthält die Geschichten 12-14, Mira 7/2004
- Die MacGregors 4. Robert – Cybil (2007), enthält die Geschichten 11 und 15, Mira 9/2004
- Hochzeitsfieber bei den MacGregors. MacGregor Brides, enthält die Geschichten 8-10, Mira 11/2004
- Die MacGregors – wie alles begann. enthält die Geschichten 1 und 2, Mira 12/2005
- Die MacGregors. enthält die Geschichten 3-15, Mira 3/2011
- Weihnachten bei den MacGregors – wie alles begann, enthält die Geschichten 1 und 2, Mira 11/2011
- engl. Sammelband: Alan – Grant (11/2000), enthält die Geschichten 5 und 6
- engl. Sammelband: Daniel – Ian (4/2001), enthält die Geschichten 2 und 7

### Serien
Irish Hearts
1. Einklang der Herzen. Irish Thoroughbred (1981), Übers. Annette Keil
2. Herzen in Gefahr. Irish Rose (1986), Übers. Maria Rasche
3. Ruheloses Herz. Irish Rebel (2000), Übers. Emma Luxx

- Sammelband Irische Herzen. Irish Hearts (2000), Mira 2003
- Sammelband Irische Träume. enthält Einklang der Herzen, Neu-Übers. Tess Martin
- Hörbuch Einklang der Herzen. gelesen von Gerd Alzen, mit Lied Einklang der Herzen gesungen von Nino de Angelo & Lisa Shaw, Mira 2004

Bannion Family
1. Die schöne Ballerina. Reflections (1983), nur als Heftroman erschienen
2. Tanz ins große Glück. Dance of Dreams (1983), ungekürzte Neu-Übers. Sonja Sajlo-Lulich, Mira 2010

- Sammelband Choreographie der Liebe. Reflections and Dreams (2001), Übers. Melanie Lärke, Mira 2006

Celebrity Magazine
1. Nur für einen Sommer. Second Nature (1985), Übers. Anne Pohlmann
2. Sommer, Sonne und dein Lächeln. One Summer (1986), Übers. M.R. Heinze

- Sammelband Sommerträume. Summer Pleasures (2002), Mira 7/2003

Great Chefs
1. Kuss zum Dessert. Summer Desserts (1985), nur als Heftroman erschienen
2. Mann für alle Sinne. Lessons Learned (1986), Neu-Übers. Sonja Sajlo-Lucich, Mira 8/2011

- Sammelband Sommerträume 5. Table for Two (2002), Übers. Elke Iheukumere und M.R. Heinze, Mira 7/2007

Cordina
1. Eine königliche Affäre. Affaire Royale (1986), Übers. Roy Gottwald, Mira 2002
2. Ein königlicher Kuß. Command Performance (1987), Übers. M.R. Heinze, Mira 3/2003
3. Eine königliche Hochzeit. Playboy Prince (1987), Übers. M.R. Heinze, Mira 2003
4. Ein königliches Juwel. Cordina's Crown Jewel (2002), Übers. Emma Luxx, Mira 2003

- Sammelband Die Cordinas – ein Königreich für die Liebe. enthält Band 1–3, Mira Hardcover
- Sammelband Cordina's Royal Family. enthält Band 1–4, Mira 11/2008
- engl. Sammelband: Bennett – Camilla (5/2007)

Washington D.C. Detectives
1. Verlorene Seelen. Sacred Sins (1987), Übers. Michael Koseler, Heyne 1999
2. Verlorene Liebe. Brazen Virtue (1988), Übers. Marcel Bieger, Heyne 1988

- Sammelband Verlorene Seelen/Verlorene Liebe. Heyne 5/2010
- Doppelband Verlorene Liebe/Nächtliches Schweigen

O’Haras – O’Hurleys
1. So nah am Paradies. Last Honest Woman (1988), Übers. Anne Pohlmann, Mira 6/2008
2. Tanz der Sehnsucht. Dance to the Piper (1988), Übers. Anne Pohlmann, Mira 8/2008
3. Hinter dunklen Spiegeln. Skin Deep (1988), Übers. Anne Pohlmann, Mira 10/2008
4. Wohin die Zeit uns treibt. Without a Trace (1990), Übers. Anne Pohlmann, Mira 12/2008

- Sammelband So nah am Paradies/Tanz der Sehnsucht. O’Hurley Born, Weltbild 1988
- Sammelband Hinter dunklen Spiegeln/Wohin die Zeit uns treibt. O’Hurley Return, Weltbild 2007
- Sammelband Die O’Haras. enthält Band 1–4, Mira 10/2010

Jack's History
1. Geheimrezept zum Glücklichsein. Loving Jack (1988), Übers. Tatjana Lenart, Mira 5/2008
2. Wie Sommerregen in der Wüste. Best Laid Plans (1989), Übers. Anne Pohlmann, Mira 7/2008
3. Tochter des Goldsuchers. Lawless (1989), Übers. Hans-Ulrich Seebohm, Mira 9/2008

- Sammelband Summer Fever. Love by Design (2003), enthält Band 1 und 2, Cora 7/2012

Hornblower Odyssee
1. Diesseits der Liebe. Time Was (1989), Übers. Rita Lagner, Mira 2/2009
2. Jenseits der Sehnsucht. Time Change (1989), Übers. Sonja Sajlo-Lulich, Mira 4/2009

- engl. Sammelband: Time and Again (4/2002)

Night Tales
1. Der gefährliche Verehrer. Nightshift (1990), Übers. M.R. Heinze, Mira 3/2005, Hörbuch gelesen von Gerd Alzen
2. Der geheimnisvolle Fremde. Nightshadow (1991), Übers. M. R. Heinze, Mira 5/2005, Hörbuch gelesen von Gerd Alzen
3. Die tödliche Bedrohung. Nightshade (1993), Übers. Emma Luxx, Mira 7/2005
4. Das verhängnisvolle Rendezvous. Nightsmoke (1994), Übers. Emma Luxx, Mira 10/2005
5. Die riskante Affäre. Nightshield (2000), Übers. Emma Luxx, Mira 12/2005

- Sammelband Nachtgeflüster. enthält Band 1–5, Mira 9/2011
- Sammelband Der gefährliche Verehrer/Der geheimnisvolle Fremde. Club Bertelsmann 2003
- Sammelband Die tödliche Bedrohung/Das verhängnisvolle Rendezvous. Club Bertelsmann 2003

Wild Ukrainians
1. Melodie der Liebe. Taming Natasha (1990), Übers. Patrick Hansen, Mira 2004
2. Verführung in Manhattan. Luring a Lady (1991), Übers. Louisa Christian, Mira 3/2005
3. Gegen jede Vernunft. Falling for Rachel (1993), Übers. Annegret Hilje, Mira 5/2005
4. Heißkalte Sehnsucht. Convincing Alex (1994), Übers. Susann Willmore, Mira 7/2005
5. Der lange Traum vom Glück. Waiting for Nick (1997), Übers. Emma Luxx, Mira 2005
6. Tanz der Liebenden. Considering Kate (2001), Übers. Sonja Sajlo-Lulich, Mira 12/2005

- Sammelband Gegen jede Vernunft/Heikalte Sehnsucht. Weltbild 2004
- Sammelbände Die Stanislaskis 1-3 Mira 1/2010, Die Stanislaskis 4-6 Mira 5/2010
- engl. Sammelbände: Stanislaski Sisters (4/1997) enthält Band 1 und 3, Stanislaski Brothers (6/2001) enthält Band 2 und 4

Calhoun Women
1. Die Frauen der Calhouns – Catherine. Courting Catherine (1991), Übers. M.R. Heinze, Mira 4/2007
2. Die Frauen der Calhouns – Amanda. Man for Amanda (1991), Übers. M.R. Heinze, Mira 6/2007
3. Die Frauen der Calhouns – Lilah. For Love of Lilah (1991), Übers. M.R. Heinze, Mira 8/2007
4. Die Frauen der Calhouns – Suzanna. Suzanna's Surrender (1991), M.R. Heinze, Mira 10/2007
5. Die Frauen der Calhouns – Megan. Megan's Mate (1996), Übers. M.R. Heinze, Mira 12/2007

- Sammelband Die Frauen des Hauses Calhoun – Der Mann aus Boston/Ein Mann für Amanda. enthält Band 1 und 2, Heftroman
- Sammelband Die Frauen der Calhouns. enthält Band 1–5, Mira 1/2012

Donovan Legacy
1. Die gefährliche Verlockung. Captivated (1992), Übers. Sonja Sajlo-Lulich, Mira 3/2006
2. Spur des Kidnappers. Entranced (1992), Übers. Sonja Sajlo-Lulich, Mira 5/2006
3. Das geheime Amulett. Charmed (1992), Übers. Sonja Sajlo-Lulich, Mira 2006
4. Der verzauberte Fremde. Enchanted (1999), Übers. Sonja Sajlo-Lulich, Mira 12/2006

- Sammelband Die Donovans. Donovan Legacy (1999), Mira 2/2009
- Sammelband Donovan Saga – Die gefährliche Verlockung/Spur des Kidnappers. Captivated/Entranced (2004), TB im Club Bertelsmann
- Sammelband Donovan Saga – Das geheime Amulett/Der verzauberte Fremde. Charmed/Enchanted (2004), TB im Club Bertelsmann
- Sammelband Gefährliche Verlockung/Heiße Spur. Captivated/Entranced, E-Book im Cora Verlag

Concannon Sisters
1. Töchter des Feuers. Born in Fire (1994), Übers. Uta Hege, Blanvalet 11/2000, Großdruck Ueberreuter 2006
2. Töchter des Windes. Born in Ice (1995), Übers. Uta Hege, Blanvalet 9/2007, Großdruck Ueberreuter 2007
3. Töchter der See. Born in Shame (1995), Übers. Uta Hege, Blanvalet 1/1999, Großdruck Ueberreuter 2007

- engl. Sammelband: Irish Born (1996)

Templetons
1. So hoch wie der Himmel. Daring the Dream (1996), Übers. Uta Hege, Blanvalet 6/1999
2. So hell wie der Mond. Holding the Dream (1996), Übers. Uta Hege, Blanvalet 12/1999
3. So fern wie ein Traum. Finding the Dream (1997), Übers. Uta Hege, Blanvalet 6/2000

- engl. Sammelbände: Lovers and Dreamers (4/1999), Dream Trilogy (5/2002)

MacKade Brüder
1. Zwischen Sehnsucht und Verlangen. Return of Rafe MacKade (1995), Übers. Emma Luxx, Mira 3/2006
2. Dem Feuer zu nah. Pride of Jared MacKade (1995), Übers. Patrick Hansen, Mira 5/2006
3. Sterne einer Sommernacht. Heart of Devin MacKade (1996), Übers. Emma Luxx, Mira 2006
4. Hochzeit im Hernst. Fall of Shane MacKade (1996), Übers. Emma Luxx, Mira 2006

- Sammelband Die MacKades. enthält Band 1–4, Mira 7/2009, nicht verfügbar
- engl. Sammelbände: MacKade Brothers – Rafe and Jared (3/2004), MacKade Brothers – Devin and Shane (6/2006)

Stars of Mithra
1. Der verborgene Stern. Hidden Star (1997), ungekürzte Neu-Übers. Tess Martin, Mira 12/2009
2. Der gefangene Stern. Captive Star (1997), ungekürzte Neu-Übers. Tess Martin, Mira 3/2010
3. Der geheime Stern. Secret Star (1998), ungekürzte Neu-Übers. Tess Martin, Mira 4/2010

- Sammelband Die Sterne Mithras. Übers. Emma Luxx, Mira 2002
- engl. Sammelband: Stars – Hidden Star/Captive Star (12/2007)

Quinn-Saga (Chesapeake Bay Saga)
1. Tief im Herzen. Sea Swept (1997), Übers. Brigitte Merschmann, Heyne 7/1999
2. Gezeiten der Liebe. Rising Tides (1998), Übers. Brigitte Merschmann, Heyne 1/2000
3. Hafen der Träume. Inner Harbor (1998), Übers. Elisabeth Schulte-Randt & Traudl Perlinger, Heyne 5/2000
4. Ufer der Hoffnung Chesapeake Blue (2002), Übers. Angelika Naujokat, Heyne 2/2003

- Doppelband Blüte der Tage/Tief im Herzen
- Sammelband Tief im Herzen/Gezeiten der Liebe. TB im Club Bertelsmann 1/2003
- engl. Sammelband: Lives and Loves of Four Brothers on the Windswept Shores of the Chesapeake Bay (2004)
- engl. Sammelbände: Quinn Brothers Trilogy (12/2005), Quinn Legacy (2/2006) enthält Band 3 und 4

Irish Pub (Gallaghers of Ardmore Trilogy)
1. Insel des Sturms. Jewels of the Sun (1999), Übers. Uta Hege, Blanvalet 12/2000
2. Nächte des Sturms. Tears of the Moon (2000), Übers. Uta Hege, Blanvalet 8/2001
3. Kinder des Sturms. Heart of the Sea (2000), Übers. Uta Hege, Blanvalet 4/2002

- engl. Sammelband: Gallaghers of Ardmore (2002)

Insel-Trilogie (Three Sisters Island Trilogy)
1. Im Licht der Sterne. Dance Upon the Air (2001), Übers. Ingrid Klein, Blanvalet 6/2002
2. Im Licht der Sonne. Heaven and Earth (2001), Übers. Elke Bartels, Blanvalet 4/2003
3. Im Licht des Mondes. Face the Fire (2002), Übers. Ingrid Klein, Blanvalet 8/2003

- engl. Hörbuch: Three Sisters Island Collection (2003)

Zeit-Trilogie (Key Trilogy)
1. Zeit der Träume. Key of Light (2003), Übers. Margarethe van Peé, Blanvalet 9/2004
2. Zeit der Hoffnung. Key of Knowledge (2003), Übers. Margarethe van Peé, Blanvalet 12/2004
3. Zeit des Glücks. Key of Valor (2003), Übers. Margarethe van Peé, Blanvalet 7/2005

- engl. Sammelband: Key Trilogy (9/2004)

Garten Eden (In the Garden Trilogy)
1. Blüte der Tage. Blue Dahlia (2004), Übers. Evelin Sudakowa-Blasberg, Heyne 3/2005
2. Dunkle Rosen. Black Rose (2005), Übers Katrin Marburger, Heyne 8/2005
3. Rote Lilien. Red Lily (2005), Übers. Bea Reiter, Heyne 2/2006

- Sammelband Garten Eden Trilogie. In the Garden (2006), Heyne 2008
- Doppelband Blüte der Tage/Tief im Herzen

Ring-Trilogie (The Circle Trilogy)
1. Grün wie die Hoffnung. Morrigan's Cross (2006), Übers. Margarethe van Peé, Blanvalet 7/2007
2. Blau wie das Glück. Dance of the Gods (2006), Übers. Margarethe van Peé, Blanvalet 11/2007
3. Rot wie die Liebe. Valley of Silence (2006), Übers. Margarethe van Peé, Blanvalet 4/2008

- engl. Sammelband: Electrifying Trilogy Box-Set (12/2006), engl. E-Book: Nora Roberts's Circle Trilogy (12/2010)

Nacht-Trilogie (The Sign of Seven Trilogy)
1. Abendstern. Blood Brothers (2007), Übers. Margarethe van Peé, Blanvalet 11/2008
2. Nachtflamme. The Hollow (2008), Übers. Margarethe van Peé, Blanvalet 5/2009
3. Morgenlied. Pagan Stone (2008), Übers. Margarethe van Peé, Blanvalet 1/2010

- engl. Sammelband: Sign of Seven (3/2009)

Jahreszeiten-Zyklus (The Bride Quartet)
1. Frühlingsträume. Vision in White (2009), Übers. Katrin Marburger, Heyne 3/2010
2. Sommersehnsucht. Bed of Roses (2009), Übers. Katrin Marburger, Heyne 6/2010
3. Herbstmagie. Savor the Moment (2010), Übers. Katrin Marburger, Heyne 9/2010
4. Winterwunder. Happily Ever After (2010), Übers. Katrin Marburger, Heyne 9/2011

- engl. Sammelband: Bridal Quartet Boxed Set (3/2011)

Die Blüten-Trilogie (The Inn Boonsboro Trilogy)
1. Rosenzauber. The Next Always (2011), Übers. Uta Hege, Blanvalet 11/2012
2. Lilienträume. The Last Boyfriend (2012), Übers. Uta Hege, Blanvalet 5/2013
3. Fliedernächte. The Perfect Hope (2012), Übers. Uta Hege, Blanvalet 10/2013

O’Dwyer-Trilogie (The Cousins O’Dwyer Trilogy)
1. Spuren der Hoffnung. Dark Witch (2013), Übers. Katrin Marburger, Heyne 4/2014
2. Pfade der Sehnsucht. Shadow Spell (2014), Übers. Katrin Marburger, Heyne 12/14
3. Wege der Liebe. Blood Magick (2014), Übers. Katrin Marburger, Heyne 5/15

Die Sternen-Trilogie (The Guardians Trilogy)
1. Sternenregen. Stars of fortune (2015), Übers. Uta Hege, Blanvalet 2016
2. Sternenfunken. Bay of sighs (2016), Übers. Uta Hege, Blanvalet 2017
3. Sternenstaub. Island of glass (2016), Übers. Uta Hege, Blanvalet 2017

Die Schatten-Trilogie (Chronicles of the One)
1. Schattenmond. Year One (2017), Übers. Heinz Tophinke, Heyne 8/2018
2. Schattendämmerung. Of Blood & Bone (2018), Übers. Heinz Tophinke, Heyne 8/2019
3. Schattenhimmel. The Rise of Magicks (2019), Übers. Heinz Tophinke, Heyne 8/2020

Der Zauber der grünen Insel (The Dragon Heart Legacy)
1. Mondblüte. The Awakening (2020), Übers. Uta Hege, Blanvalet 9/2021
2. Himmelsblüte. The Becoming (2021), Übers. Uta Hege, Blanvalet 8/2022

### Einzelromane
- Hawaii – Insel des Glücks. Island of Flowers (1982), Heftroman im Cora Verlag
  - Kurzgeschichte Liebesglück auf der Blumeninsel im Sammelband Sommerträume 4
- Heißer Atem. Heart’s Victory (1982)
  - Kurzgeschichte im Sammelband Love Affairs,
  - Taschenbuch: Neu-Übers. Sonja Sajlo-Lulich, Mira 12/2010
- Schloß in Frankreich. Search for Love (1982), Übers. Chris Gatz
  - Hörbuch: gelesen von Gerd Alzen, Delta Music 4/2006
  - Kurzgeschichte im Sammelband Love Affairs 3
  - Kurzgeschichte im Sammelband Magic Moments. Neu-Übers. Anne Pohlmann
- Liebe ohne Grenzen. Song of the West (4/1982)
  - Kurzgeschichte im Sammelband Love Affairs 4
- In dein Lächeln verliebt. Blithe Images (8/1982), Übers. Claire Marcks
  - Hörbuch: gelesen von Gerd Alzen, Mira 10/2005
  - Kurzgeschichte im Sammelband Love Affairs 4
- Entscheidung in Cornwall. Once More with Feeling (1983), Übers. Andrea Flaming, Mira 11/2009
  - Doppelband Wo mein Herz wohnt/Entscheidung in Cornwall
- Verzaubertes Herz. This Magic Moment (1983), Übers. Anne Pohlmann, Mira 4/2007
  - Kurzgeschichte im Sammelband Magic Moments
- Heute und für immer. Tonight and Always (1983), Übers. Christine Roth, Heyne 4/2005
  - Doppelband Heute und für immer/Frage der Liebe
  - Kurzgeschichte im Sammelband Unendlichkeit der Liebe
- Wilde Flammen. Untamed (1/1983), Übers. Sonja Sajlo-Lulich
  - Kurzgeschichte im Sammelband Ungezähmte Herzen
- Pension der Sehnsucht. From this Day (8/1983), Übers. Ingrid Hermann
  - Hörbuch: gelesen von Gerd Alzen, Delta Music 4/2006
  - Kurzgeschichte im Sammelband Sommerträume 3 und in Anthologie Sommerzauber
- Solange die Welt sich dreht. Her Mother's Keeper (11/1983)
  - Hörbuch Solange die Welt sich dreht – Dreams of Love 3. gelesen von Gerd Alzen, Mira 2005
  - Kurzgeschichte im Sammelband Love Affairs 4
- Frage der Liebe. Matter of Choice (1984), Übers. Christine Roth-Drabusenigg, Heyne 9/2005
  - Doppelbände Heute und für immer/Frage der Liebe und Frage der Liebe/Anfang aller Dinge
  - Kurzgeschichte im Sammelband Unendlichkeit der Liebe
- Anfang aller Dinge. Endings and Beginnings (1984), Übers. Christine Roth-Drabusenigg, Heyne 3/2006
  - Doppelband Frage der Liebe/Anfang aller Dinge
  - Hörbuch: gelesen von Annette Krause, Kreuz Verlag 2/2007
  - Kurzgeschichte im Sammelband Unendlichkeit der Liebe
- Meer der Liebe. Less of a Stranger (1984), Übers. Sonja Sajlo-Lulich
  - Kurzgeschichte im Sammelband Ungezähmte Herzen
- Spiel um Sieg und Liebe. Opposites Attract (1/1984), Übers. M.R. Heinze
  - Kurzgeschichte im Sammelband First Class Affären und im Sammelband Love Affairs 2
- Zärtlichkeit des Lebens. Promise Me Tomorrow (2/1984), Übers. Christiane Haack
  - Hardcover Bechtermünz 1999, Taschenbuch Heyne 1994
  - Doppelband Erinnerung des Herzens/Zärtlichkeit des Lebens
  - Doppelband Sehnsucht der Unschuldigen/Zärtlichkeit des Lebens
- Geliebte des Malers. Sullivan's Woman (3/1984), Übers. Sonja Sajlo-Lulich
  - Hörbuch: gelesen von Gerd Alzen, Delta Music 10/2005
  - Kurzgeschichte im Sammelband Irische Träume und im Sammelband Sommerträume 3
- Trau keinem Playboy. Law is a Lady (7/1984), Übers. Ursula Kopsch-Langheim, Mira 3/2007
- Nur wer die Sehnsucht kennt. Storm Warning (9/1984), Übers. Charlotte Corber
  - Hörbuch: gelesen von Gerd Alzen, Delta Music 10/2005
  - Kurzgeschichte im Sammelband Love Affairs 3
- Das schönste Geschenk. First Impressions (9/1984), Übers. Patrick Hansen
  - Kurzgeschichte im Sammelband Weihnachten mit Nora Roberts und im Sammelband Winterträume
- Fänger des Glücks. Rules of the Game (10/1984), Übers. Anne Pohlmann, Mira 9/2007
- Nicholas Geheimnis. Right Path (2/1985), Übers. Michaela Rabe
  - Hörbuch Nicholas Geheimnis – Dreams of Love 2. gelesen von Gerd Alzen, Mira 2005
  - Kurzgeschichte im Sammelband Sommerträume 2
- Schatten über dem Paradies. Night Moves (5/1985), Übers. M.R. Heinze, Mira 2004
  - Doppelband Meer von Leidenschaft/Schatten über dem Paradies
- Wo mein Herz wohnt. Boundary Lines (9/1985), Übers. M.R. Heinze, Mira 4/2008
  - Doppelband Wo mein Herz wohnt/Entscheidung in Cornwall
- In der Glamourwelt von Manhattan, Dual Image (11/1985), Übers. M.R. Heinze
  - Kurzgeschichte im Sammelband Love Affairs 3
- Affäre im Paradies. The Partners (12/1985), Übers Roy Gottwald, Mira 6/2006
  - Doppelband Affäre im Paradies/Sehnsucht der Pianistin
  - Heftroman Eifersucht und Schlangengift
- Gefährlicher Champagner. Will and a Way (1/1986), Übers. Christiane Schmid, Heftroman 2008
  - als Tödlicher Champagner Kurzgeschichte in Sammelbänden First Class Affären und Love Affairs 2
- Der Maler und die Lady. Art of Deception (1/1986), Übers. Ortrud Kuhr
  - Kurzgeschichte im Sammelband Love Affairs und in Anthologie Winterzauber
- Meer von Leidenschaft. Treasures Lost Treasures Found (6/1986), Übers. Claire Marcks
  - Doppelband Meer von Leidenschaft/Schatten über dem Paradies
  - Hörbuch: gelesen von Ralf Lindermann, Mira 2005
- Heiße Affäre in Mexiko. Risky Business (9/1986)
  - Kurzgeschichte im Sammelband Sommerträume 4
  - Taschenbuch Heiße Nächte in Mexiko, Neu-Übers. Sonja Sajlo-Lulich, Mira 3/2011
- Nie mehr allein. Home for Christmas (1986), Übers. Eva von der Gonna
  - Kurzgeschichte im Sammelband Weihnachten mit Nora Roberts und in Anthologie Vier weihnachtliche Romane
- Liebesmärchen in New York. Local Hero (1/1987), Übers. Melanie Lärke, Mira 1/2008
- Verborgene Gefühle. Hot Ice (1/1987), Übers. Nina Bader
  - Hardcover Heyne 1996, Taschenbuch Heyne 11/1996
  - Doppelband Schatten über den Weiden/Verborgene Gefühle
- Traumfängerin. Mind over Matter (4/1987)
  - Übers. Patrick Hansen, Mira 10/2004, Übers. Anke Brockmeyer, Mira 2/2012
- Versuchung pur. The Temptation (9/1987),
  - Kurzgeschichte im Sammelband Sommerträume 3
  - Taschenbuch: Neu-Übers. Sonja Sajlo-Lulich, Mira 9/2010
- Herz aus Glas. Name of the Game (1/1988), Übers. Tajana Lenart-Seidnitzer
  - Kurzgeschichte im Sammelband First Class Affären und im Sammelband Love Affairs
- Zauber einer Winternacht. Gabriel's Angel (1988), Übers. Patrick Hansen
  - Kurzgeschichte im Sammelband Weihnachten mit Nora Roberts und im Sammelband Winterträume
- Hochzeit auf Korfu. The Impulse (1989), Übers. Rita Lagner, Heftroman 2008
  - Hörbuch Rebeccas Traum – Dreams of Love 1. gelesen von Gerd Alzen, Mira 2005
  - Kurzgeschichte Rebeccas Traum im Sammelband Sommerträume 2
- Gefährliche Verstrickung. Sweet Revenge (1/1989), Übers. Christine Roth
  - Taschenbücher: Heyne 1/1995, Diana 10/2009
- Geheimnis von Orcas Island. The Welcoming (9/1989), Übers. Tatjana Lenart-Seidnitzer, Mira 6/2005
- Nächtliches Schweigen. Public Secrets (1/1990), Übers. Nina Heyer, Heyne 12/1995
  - Doppelband Verlorene Liebe/Nächtliches Schweigen
- Sehnsucht der Unschuldigen. Carnal Innocence (1/1991), Übers. Peter Pfaffinger
  - Taschenbücher: Heyne 6/1993, Pavillon 1994, Diana 5/2010
  - Doppelband Sehnsucht der Unschuldigen/Zärtlichkeit des Lebens
- Erinnerung des Herzens. Genuine Lies (8/1991), Übers. Katharina Jonas, Heyne 1/1994
  - Doppelband Erinnerung des Herzens/Zärtlichkeit des Lebens
- Sehnsucht der Pianistin. Unfinished Business (5/1992), Übers. Ruth Nachtigall, Mira 6/2007
  - Doppelband: Affäre im Paradies/Sehnsucht der Pianistin
- Tochter des Magiers. Honest Illusions (7/1992), Übers. Hans Schuld
  - Taschenbücher: Heyne 6/1998, Diana 5/2011
- Dunkle Herzen. Divine Evil (9/1992), Übers. Nina Bader, Heyne 5/1997
- Tödliche Liebe. Private Scandals (7/1993), Übers. Gunther Seipel, Heyne 9/2001
- Träume wie Gold. Hidden Riches (7/1994), Übers. Christine Roth-Drabusenigg, Heyne 2000
- Bitte, lieber Weihnachtsmann. All I Want for Christmas (1994), Übers. Heike Warth, Heftroman 2008
  - Kurzgeschichte Wünsche werden wahr im Sammelband Weihnachten mit Nora Roberts
  - Kurzgeschichte Wünsche werden wahr in Anthologie Vier weihnachtliche Romane 2
- Schatten über den Weiden. True Betrayals (6/1995)
  - Hardcover Bechtermünz 1999, Taschenbuch Heyne 1998
  - Doppelband Schatten über den Weiden/Verborgene Gefühle
- Der weite Himmel. Montana Sky (3/1996), Übers. Nina Bader, Heyne 2/1998
- Insel der Sehnsucht. The Sanctuary (1/1997), Übers. Kirsten Sonntag
  - Hardcover: Heyne 1998 und Bechtermünz 2001, Taschenbuch: Heyne 4/2000
- Ruf der Wellen. The Reef (1/1998), Übers. Angela Nescerry
  - Hardcover Heyne Rondo 2001, Taschenbuch Heyne 7/2002
- Haus der Donna. Homeport (3/1998), Übers. Margarethe van Peé
  - Hardcover: Heyne 2000, Taschenbücher: Heyne 9/2000 und Pavillon 3/2008
- Verzaubert. Spellbound (10/1998), Anthologie "Once upon a Castle"
  - Kurzgeschichte im Sammelband Im Licht der Träume
- Für alle Ewigkeit. Ever After (1/1999), Anthologie "Once upon a Star"
  - Kurzgeschichte im Sammelband Im Licht der Träume
- Rückkehr nach River's End. River's End (3/1999), Übers. Angela Nescerry
  - Hardcover Heyne 2000, Taschenbuch Heyne 6/2001
  - Großdruck Taschenbuch, Heyne 2001
- Lilien im Sommerwind. Carolina Moon (3/2000), Übers. Margarethe van Peé, Heyne 2001
- Im Traum. In Dreams (11/2000), Anthologie "Once upon a Dream"
  - Kurzgeschichte im Sammelband Im Licht der Träume
- Im Sturm des Lebens. The Villa (1/2001), Übers. Margarethe van Peé
  - Hardcover Heyne 2002, Taschenbuch Heyne 8/2003
- Mitten in der Nacht. Midnight Bayou (10/2001), Übers. Elfriede Peschel
  - Hardcover Limes 9/2002, Taschenbuch Blanvalet 3/2004
- Schloß der Rosen. Winter Rose (10/2001), Anthologie "Once upon a Rose"
  - Kurzgeschichte im Sammelband Königin des Lichts, Heftroman Königin der Rosen
- Gestohlene Träume. Three Fates (4/2002), Übers. Margarethe van Peé
  - Hardcover: Marion von Schröder Verlag 2/2003, Taschenbücher: Heyne 7/2004 und Ullstein 12/2005
  - Hörbuch: gelesen von Elga Schütz, Radioropa 12/2006
- Dämonenjägerin. World Apart (9/2002), Anthologie "Once upon a Kiss"
  - Kurzgeschichte im Sammelband Königin des Lichts
- Die falsche Tochter. Birthright (1/2003), Übers. Margarethe van Peé
  - Hardcover: Marion von Schröder Verlag 3/2004, Taschenbücher: Ullstein 4/2005 und Diana 1/2012
  - Hörbuch: gelesen von Uta Kroemer, Radioropa 2/2007
- Zauberin des Lichts. Witching Hour (9/2003), Anthologie "Once upon a Midnight"
  - Kurzgeschichte im Sammelband Königin des Lichts
- Leuchten des Himmels. Northern Lights (9/2004), Übers. Elfriede Peschel
  - Hardcover Limes 2004, Taschenbuch Blanvalet 4/2006
- Tödliche Flammen. Blue Smoke (1/2005), Übers. Karin Dufner & Ulrike Laszlo
  - Hardcover Weltbild 10/2005, Taschenbuch Heyne 12/2006
  - Hörbuch: gelesen von Martina Dräger, Weltbild 10/2005
- Bist du verliebt, Mami. Best Mistake (10/2005), Übers. Eva von der Gönna
  - Kurzgeschichte in Anthologie Alles Liebe zum Muttertag und in Anthologie Frühlingszauber
- Verschlungene Wege. Angels Fall (5/2006), Übers. Christiane Burkhardt
  - Hardcover Diana 12/2006, Taschenbuch Diana 12/2007
  - Hörbuch: gelesen von Sandra Maria Schöner, 2007
- Im Licht des Vergessens. High Noon (6/2007), Übers. Christiane Burkhardt
  - Hardcover Diana 3/2008, Taschenbuch Diana 4/2009
- Haus zum Träumen. The Tribute (7/2008), Übers. Margarethe van Pèe
  - Hardcover Limes 8/2008, Taschenbuch Blanvalet 4/2010
- Lockruf der Gefahr. Black Hills (7/2009), Übers. Christiane Burkhardt
  - Hardcover Diana 9/2009, Taschenbuch Diana 2/2011
- Im Schatten der Wälder. The Search (10/2010), Übers. Margarethe van Pèe, Hardcover Blanvalet 4/2011
  - Hörbuch: gelesen von Tomas M. Meinhardt, Dhv der Hörverlag 5/2011
- Sommerflammen. Chasing Fire (4/2011), Übers. Christiane Burkhardt, Hardcover Diana 10/2011
- Die letzte Zeugin. The witness (4/2012), Übers. Margarethe van Pée, Hardcover Blanvalet 3/2013
  - Hörbuch: gelesen von Martin Armknecht, Random House Audio 3/2013
- Das Geheimnis der Wellen. Whiskey Beach (4/2013), Übers. Übers. Christiane Burkhardt, Hardcover Diana 3/2014
- Ein dunkles Geschenk. The Collector (2014), Übers. Margarethe van Pèe, Hardcover Blanvalet 4/2015
- Ein Leuchten im Sturm. The Liar (4/2015), Übers. Christiane Burkhardt, Hardcover Diana 8/2016
- Die Stunde der Schuld. The Obsession (4/2016), Übers. Theda Krohm-Linke 5/2017
- Licht in tiefer Nacht. Come Sundown (6/2017), Übers. Christiane Burkhardt, Hardcover Diana. 9/2017
- Am dunkelsten Tag. Shelter in Place (5/2018), Übers. Margarethe van Pèe, Hardcover Blanvalet 5/2019
- Strömung des Lebens. Under Currents (7/2019), Übers. Christiane Burkhardt, Hardcover Diana 9/2019[1]

### Anthologien
- Frühlingszauber. enthält Bist du verliebt, Mami & Kurzgeschichten von Jodi O’Donnell, Emilie Richards und Susan Mallery, Mira 3/2012
- Sommerzauber. enthält Pension der Sehnsucht & Kurzgeschichten von Penny Jordan, Linda Lael Miller und Sherryl Woods, Mira 6/2011
- Winterzauber. enthält Der Maler und die Lady & Kurzgeschichten von Diana Palmer, Linda Lael Miller und Lucy Gordon, Mira 11/2010
- Alles Liebe zum Muttertag. enthält Bist du verliebt, Mami & Kurzgeschichten von Debbie Macomber und Ginna Gray, Mira 2003
- Vier weihnachtliche Romane. enthält Nie mehr allein & Kurzgeschichten von Heather Graham, Susan Wiggs und Debbie Macomber, Mira 2002
- Vier weihnachtliche Romane 2. enthält Wünsche werden wahr & Kurzgeschichten von Diana Palmer, Debbie Macomber und Emilie Richards, Mira 2003

### Doppelbände
- Affäre im Paradies/Sehnsucht der Pianistin. Mira 4/2010
- Blüte der Tage/Tief im Herzen. Heyne 12/2008, nicht verfügbar
- Erinnerung des Herzens/Zärtlichkeit des Lebens. Heyne 1995
- Frage der Liebe/Anfang aller Dinge. Weltbild 2001
- Heute und für immer/Frage der Liebe. Club Bertelsmann 2005
- Meer von Leidenschaft/Schatten über dem Paradies. Bild-der-Frau Bestseller, Mira 12/2007
- Schatten über den Weiden/Verborgene Gefühle. Heyne 2002
- Sehnsucht der Unschuldigen/Zärtlichkeiten des Lebens. Club Bertelsmann 2000
- Verlorene Liebe/Nächtliches Schweigen. Heyne 7/2001
- Wo mein Herz wohnt/Entscheidung in Cornwall. Bild-der-Frau Bestseller, Mira 2006

### Sammelbände
- First Class Affären. enthält Herz aus Glas, Spiel um Sieg und Liebe & Tödlicher Champagner, Mira 6/2010
- Im Licht der Träume. Little Magic (2002), Übers. Evelin Sudakowa-Blasberg, enthält Verzaubert, Für alle Ewigkeit & Im Traum, Heyne 4/2004
- Irische Träume. enthält Einklang der Herzen & Geliebte des Malers, Mira 6/2009
- Königin des Lichts. Little Fate (2004), Übers. Imke Walsh-Araya, enthält Zauberin des Lichts, Schloß der Rosen & Dämonenjägerin, Heyne 9/2006
  - dt. Erstausgabe als Taschenbuch Zaubernächte, Club Bertelsmann 2005
- Love Affairs. enthält Der Maler und die Lady, Heißer Atem & Herz aus Glas, Mira 2004
- Love Affairs 2. enthält Tödlicher Champagner, Spiel um Sieg und Liebe & Bei Tag und bei Nacht, Mira 2004
- Love Affairs 3. enthält Nur wer die Sehnsucht kennt, Schloß in Frankreich & In der Glamourwelt von Manhattan, Mira 2004
- Love Affairs 4. enthält Solange die Welt sich dreht, Liebe ohne Grenzen & In dein Lächeln verliebt, Mira 2003
- Magic Moments. enthält Verzaubertes Herz & Schloß in Frankreich, Cora 5/2012
- Sommerträume. enthält Serie Celebrity Magazine
- Sommerträume 2. enthält Nicholas Geheimnis & Rebeccas Traum, Mira 2004
- Sommerträume 3. enthält Versuchung pur, Geliebte des Malers & Pension der Sehnsucht, Mira 2005
- Sommerträume 4. enthält Liebesglück auf der Blumeninsel & Heiße Affäre in Mexiko, Mira 7/2006
- Sommerträume 5. enthält Serie Great Chefs
- Unendlichkeit der Liebe. From the Heart (1996), enthält Heute und für immer, Frage der Liebe & Anfang aller Dinge
  - Taschenbücher: Heyne 9/2005, Diana 3/2009
- Ungezähmte Herzen. Dream Makers (2006), enthält Wilde Flammen & Meer der Liebe, Mira 6/2009
- Weihnachten mit Nora Roberts. enthält Nie mehr allein, Zauber einer Winternacht, Wünsche werden wahr & Das schönste Geschenk, Mira 10/2009
- Winterträume. Christmas Angels (2007), enthält Zauber einer Winternacht & Das schönste Geschenk, Mira 12/2003

## J. D. Robb

### In-Death-Serie
Die deutschen Erstausgaben erscheinen im Club Bertelsmann, frei veröffentlicht werden die Romane im Blanvalet Taschenbuchverlag. Übersetzt wird die Serie von Uta Hege.
Alle übersetzten Bände sind auch als Hörbücher bzw. Hörbuch-Downloads erhältlich, Sprecherin ist Tanja Geke. Daneben gibt es im Club Bertelsmann auch noch die ersten sechs Romane als Taschenbuch in Doppelbänden.
in chronologischer Reihenfolge:
- 1. Rendezvous mit einem Mörder. Naked in Death (1995), Blanvalet 5/2001
- 2. Tödliche Küsse. Glory in Death (1995), Blanvalet 11/2001
- 3. Eine mörderische Hochzeit. Immortal in Death (1996), Blanvalet 7/2002
- 4. Bis in den Tod. Rapture in Death (1996), Blanvalet 11/2002
- 5. Kuss des Killers. Ceremony in Death (1997), Blanvalet 9/2003
- 6. Mord ist ihre Leidenschaft. Vengeance in Death (1997), Blanvalet 11/2003
- 7. Liebesnacht mit einem Mörder. Holiday in Death (1998), Blanvalet 5/2004
- 7a. Mitternachtsmord. Midnight in Death (1998), Kurzgeschichte
- 8. Der Tod ist mein. Conspiracy in Death (1998), Blanvalet 2/2005
- 9. Ein feuriger Verehrer. Loyalty in Death (1999), Blanvalet 9/2005
- 10. Spiel mit dem Mörder. Witness in Death (2000), Blanvalet 4/2006
- 11. Sündige Rache. Judgement in Death (2000), Blanvalet 8/2006
- 12. Symphonie des Todes. Betrayal in Death (2001), Blanvalet 3/2007
- 12a. Mörderspiele. Interlude in Death (2001), Kurzgeschichte
- 13. Lächeln des Killers. Seduction in Death (2001), Blanvalet 10/2007
- 14. Einladung zum Mord. Reunion in Death (2002), Blanvalet 8/2008
- 15. Tödliche Unschuld. Purity in Death (2002), Blanvalet 1/2009
- 16. Hauch des Bösen. Porträt in Death (2003), Blanvalet 7/2009
- 17. Herz des Mörders. Imitation in Death (2003), Blanvalet 2/2010
- 17a. Ein gefährliches Geschenk. Remember When (2003)
- 18. Im Tod vereint. Divided in Death (2004), Blanvalet 5/2010
- 19. Tanz mit dem Tod. Visions in Death (2004), Blanvalet 1/2011
- 20. In den Armen der Nacht. Survivor in Death (2005), Blanvalet 7/2011
- 21. Stich ins Herz. Origin in Death (2005), Blanvalet 2/2012
- 22. Stirb, Schätzchen, stirb. Memory in Death (2006), Blanvalet 9/2012
- 22a. Geisterstunde. Haunted in Death (2006), Kurzgeschichte
- 23. In Liebe und Tod. Born in Death (2006), Blanvalet 11/2012
- 24. Sanft kommt der Tod. Innocent in Death (2007), Blanvalet 04/2013
- 25. Mörderische Sehnsucht. Creation in Death (2007), Blanvalet 10/2013
- 25a. Die Tote im Mondschein. Eternity in Death 10/2007, Kurzgeschichte
- 26. Sündiges Alibi. Strangers in Death (2008), Club Bertelsmann 1/2012
- 27. Im Namen des Todes. Salvation in Death 11/2008
- 27a. Mörderstunde. Ritual in Death 11/2008, Kurzgeschichte
- 28. Tödliche Verehrung. Promises in Death 2/2009
- 29. Süßer Ruf des Todes. Kindred in Death 11/2009
- 29a. Nasses Grab. Missing in Death 11/2009, Kurzgeschichte
- 30. Sündiges Spiel. Fantasy in Death 2/2010
- 31. Mörderische Hingabe. Indulgence in Death 11/2010
- 31a. Todestanz. Possession in Death 12/10, Kurzgeschichte
- 32. Verrat aus Leidenschaft. Treachery in Death 2/2011
- 33. In Rache entflammt. New York to Dallas 9/2011
- 33a. Eine heiße Spur. Chaos in Death 10/2011, Kurzgeschichte
- 34. Tödlicher Ruhm. Celebrity in Death 2/2012
- 35. Verführerische Täuschung. Delusion in Death 9/2012
- 36. Aus süßer Berechnung. Calculated in Death 2/2013
- 37. Zum Tode verführt. Thankless in Death 9/2013
- 37a. Der besessene Mörder. Taken in Death (Mirror, Mirror) 09/2013
- 38. Das Böse im Herzen. Concealed in Death 02/2014
- 39. So tödlich wie die Liebe. Festive in Death 09/2014
- 40. Geliebt von einem Feind. Obsession in Death 02/2015
- 41. Der liebevolle Mörder. Devoted in Death 09/2015
- 41a. Mörderlied. Wonderment in Death,” Down the Rabbit Hole 11/2016
- 42. Im Licht des Todes. Brotherhood in Death 02/2016
- 43. Apprentice in Death 09/2016
- 44. Echoes in Death 02/2017
- 45. Secrets in Death 09/2017
- 46. Dark in Death 02/2018
- 47. Leverage in Death 09/2018
- 48. Connections in Death 02/2019
- 49. Vendetta in Death 09/2019
- 50. Golden in Death 02/2020
- 51. Shadows in Death 09/2020
- 52. Faithless in Death 02/2021
- 53. Forgotten In Death 08/2021
- 54. Abandoned in Death 02/2022
- 55. Desperation in Death 09/2022
- 56. Encore in Death 02/2023
- 57. Payback in Death 06/2023
- 58. Random in Death 01/2024
- 59. Passions in Death 09/2024
- 60. Bonded in Death 02/2025

### Sammelbände
- Three in Death 2008 – Mörderspiele, enthält: 'Midnight in Death', 'Interlude in Death' und 'Haunted in Death', Übers. Beate Darius, Blanvalet 8/2007
- Time of Death 6/2011, enthält 'Eternity in Death', 'Ritual in Death' und 'Missing in Death'

### Remember When
- Ein gefährliches Geschenk. Autoren Nora Roberts & J.D. Robb, Übers. Margarethe van Peé & Elfriede Peschel
  - Hardcover Limes 4/2003, Taschenbuch Blanvalet 1/2006
- Hot Rocks 2010 – Im Sturm der Erinnerung, erster Teil von 'Remember When', Autor Nora Roberts, Übers. Margarethe van Peé, Blanvalet 11/2011
- Big Jack 2/2010, zweiter Teil von 'Remember When', Autor J.D. Robb